# Nabil Maâloul
Nabil Maâloul (nacido el 25 de diciembre de 1962 en Túnez) es un exfutbolista y entrenador tunecino. Actualmente dirige al USM Alger.

## Trayectoria

### Como futbolista
Nabil Maâloul de posición Centrocampista desarrolló gran parte de su carrera en el Espérance de Tunis, donde disputó once temporadas con el club logrando seis títulos del campeonato tunecino, luego de dos temporadas en el Hannover 96 de la 2.Bundesliga, volvió a su país para jugar en el CA Bizertin y terminar su carrera en el Club Africain.
Con la Selección de fútbol de Túnez fue internacional en 74 ocasiones, anotando once goles con su selección entre 1985 y 1994. Participó en el torneo de fútbol de los Juegos Olímpicos de verano de 1988 en Seúl.

### Entrenador
Comenzó su carrera como entrenador en jefe en diciembre de 2010, al mando del Espérance de Tunis, logrando un triplete histórico en 2011, título de liga, Copa y Liga de Campeones de la CAF. El 14 de febrero de 2013, se convirtió oficialmente en el entrenador de Túnez. El 23 de marzo, entrenó su primer partido con Sierra Leona y Túnez gana con el marcador de (2-1). El 7 de septiembre, después de una derrota en casa (0-2) contra la Selección de Cabo Verde que elimina a Túnez de la clasificación para el Mundial de 2014, Maâloul anuncia su renuncia.
El 20 de enero de 2014, se convirtió en el entrenador del equipo catarí El-Jaish y ganó la Copa del Príncipe heredero de Catar el 26 de abril de 2014.
El 20 de diciembre de 2014, se convirtió en el entrenador de la Selección de fútbol de Kuwait, a la cual dirigió en la Copa Asiática de 2015 y en la Segunda ronda clasificatoria de la AFC para la Copa Mundial de Fútbol 2018 antes de que la FIFA suspendiera a la Asociación de Fútbol de Kuwait de toda competencia internacional el 16 de octubre de 2016.
El 27 de abril de 2017, Maâloul volvió a ser entrenador de Túnez y logrando que su equipo volviera a la Copa Mundial de la FIFA 2018 por primera vez desde 2006 y se convirtió en el segundo entrenador tunecino en clasificarse para la Copa Mundial después de Abdelmajid Chetali en 1978.

## Clubes

### Como futbolista
| Club               | País           | Año         |
| ------------------ | -------------- | ----------- |
| Espérance de Tunis | Túnez          | 1981 - 1989 |
| Hannover 96        | Alemania       | 1989 - 1991 |
| Espérance de Tunis | Túnez          | 1991 - 1994 |
| Al-Ahli Club       | Baréin         | 1994        |
| CA Bizertin        | Túnez          | 1994 - 1995 |
| Club Africain      | Túnez          | 1995 - 1999 |
| Al-Ahli Jeddah     | Arabia Saudita | 1999 - 2000 |

### Como entrenador
| Club                | País    | Año           |
| ------------------- | ------- | ------------- |
| Espérance de Tunis  | Túnez   | 2011 - 2013   |
| Selección de Túnez  | Túnez   | 2013          |
| El-Jaish            | Catar   | 2014          |
| Selección de Kuwait | Kuwait  | 2014 - 2016   |
| Selección de Túnez  | Túnez   | 2017 - 2018   |
| Al-Duhail           | Catar   | 2018 - 2019   |
| Selección de Siria  | Siria   | 2020 - 2021   |
| Kuwait SC           | Kuwait  | 2021 - 2022   |
| Esperance de Tunis  | Túnez   | 2022 - 2023   |
| Kuwait SC           | Kuwait  | 2023 - 2024   |
| USM Alger           | Argelia | 2024-presente |

## Palmarés

### Jugador
Espérance de Tunis
- Championnat de Ligue Profesionelle 1: 1982, 1985, 1988, 1989, 1993, 1994
- Copa de Túnez: 1986, 1989
- Supercopa de Túnez: 1993
- Campeonato de Clubes Árabes: 1993

Club Africain
- Championnat de Ligue Profesionelle 1: 1996
- Recopa Árabe: 1995

### Técnico
Espérance de Tunis
- Championnat de Ligue Profesionelle 1: 2011, 2012
- Copa de Túnez: 2011
- Liga de Campeones de la CAF: 2011

El Jaish
- Copa Príncipe de la Corona de Catar: 2014

Tunisia
- Clasificación para la Copa Mundial de Fútbol: 2018